# Euxoa marshallana
Euxoa marshallana là một loài bướm đêm trong họ Noctuidae.